# Joep Dohmen (journalist)
Joep Dohmen (Heerlen, 22 april 1960) is een Nederlandse journalist die werkzaam was voor NRC Handelsblad.
Dohmen is een broer van de journalisten Hub en Jean Dohmen.

## Opleiding
Dohmen volgde na zijn middelbare school een hbo-opleiding aan de School voor de Journalistiek in Utrecht. Na zijn studie ging hij werken als (onderzoeks)journalist.

## Werk
Dohmen was onder meer journalist voor het Limburgs Dagblad en Dagblad de Limburger en was van 1999 tot 2024 verslaggever bij NRC Handelsblad. Hij werkte als onderzoeksjournalist en onderzoekt maatschappelijke fenomenen op diverse gebieden.
In 2007 hield Dohmen zich onder meer bezig met de nasleep van de bouwfraude en het beschrijven en in kaart brengen van de extreemrechtse politieke stromingen in Nederland.
Dohmens beoordeling van de Heerlense burgemeester Marcel van Grunsven in De geur van kolen (2013) als te coöperatief met de bezetter was aanleiding voor kritiek. Volgens Dohmen zou Van Grunsven na de oorlog aan een schorsing zijn ontkomen door zijn politieke connecties. De historici Fred Cammaert en Marcel Put verweten Dohmen dat hij "selectief in de bronnen had geshopt". Daarnaast vonden ze dat hij te veel waarde toekende aan getuigenissen van vijanden van Van Grunsven. In reactie op het artikel van Dohmen publiceerden ze het boek Eindelijk 'n echte burgemeester (2014), waarin zij probeerden de beschuldigingen te weerleggen.

## Boeken
- De Vriendenrepubliek, 1996, over de bouwwereld in Limburg
- Europese Idealisten, 1999, over de interne gang van zaken in het Europese Parlement
- Kreukbaar Nederland, 2003, over de fraude in de bouwnijverheid (met Jos Verlaan)
- De Bouwbeerput, 2004, een geactualiseerde en uitgebreide opvolger van Kreukbaar Nederland (met Jos Verlaan)
- Vrome zondaars, Misbruik in de Rooms-Katholieke Kerk, 2010, over kindermisbruik
- De geur van kolen, 2013, een familieverhaal te midden van de opkomst en ondergang van de mijnstad Heerlen
- De Vriendenreünie, 2022, over de bestuurscultuur in Limburg (met Paul van der Steen)
- Tuig van de richel - Hoe een gedreven journalist onder vuur kwam te liggen, 2025

## Prijzen
- In 1993 ontving hij samen met Henk Langenberg de Prijs voor de Dagbladjournalistiek voor een reeks onthullingen over corruptie en bouwschandalen in Limburg. In 1994 werden beiden opnieuw genomineerd voor de Prijs voor de Dagbladjournalistiek
- In november 2008 ontving Dohmen "De Loep", de jaarlijkse prijs voor de beste onderzoeksjournalistiek, voor een reeks artikelen over de 'Chaos bij de Belastingdienst'[2]
- In 2008 werd hij samen met NRC-redacteur Koen Greven genomineerd voor de Hard Gras Prijs voor Sportjournalistiek. Samen met Paul van der Steen werd Dohmen genomineerd voor "De Tegel 2009", de jaarlijkse journalistieke prijs in Nederland, voor een serie artikelen over Gerd Leers en de Bulgaarse affaire
- In 2010 won Dohmen "De Loep", dit keer samen met Robert Chesal, redacteur van de Wereldomroep. Het betrof een artikelenreeks over seksueel misbruik in de Rooms-Katholieke Kerk in Nederland
- Dohmen en Chesal werden in 2010 uitgeroepen tot Journalist van het Jaar
- Beide journalisten zijn in april 2011 bekroond met de H.J.A. Hofland Tegel voor bijzondere journalistieke verdiensten
- In 2015 won Dohmen met NRC-collega Jeroen Wester de Tegel voor het beste nieuwsverhaal van 2014. Dohmen en Wester kregen de journalistieke prijs voor hun artikelen over misstanden bij de Nederlandse Zorg Autoriteit NZa. Een medewerker van de toezichthouder op de zorg probeerde de misstanden aan de kaak te stellen, maar pleegde uiteindelijk zelfmoord. Onder meer naar aanleiding van de NRC-artikelen werd de man postuum gerehabiliteerd
- In 2018 werd het onderzoek 'Het Mestcomplot' dat hij samen met Esther Rosenberg maakte voor NRC Handelsblad bekroond met "De Tegel 2017"[3][4]
- In 2020 werd Dohmen samen met Theo Sniekers genomineerd voor de Tegel 2019 voor hun artikel 'De Klusjesmannen van Limburg'.
- In 2021 ontvingen Joep Dohmen en zijn NRC-collega Merijn Rengers De Luis in de Pels prijs voor een serie over de affaire rond de twee Haagse wethouders van Groep de Mos.[5]
- In 2022 kregen Dohmen en Paul van der Steen een nominatie voor De Tegel 2021 voor een artikelenreeks over de bestuurscultuur in Limburg.
- In 2022 kende de Vereniging van Onderzoeksjournalisten (VVOJ) Dohmen de VVOJ-oeuvreprijs toe.